# St. Michaelis (Limbach/Vogtland)

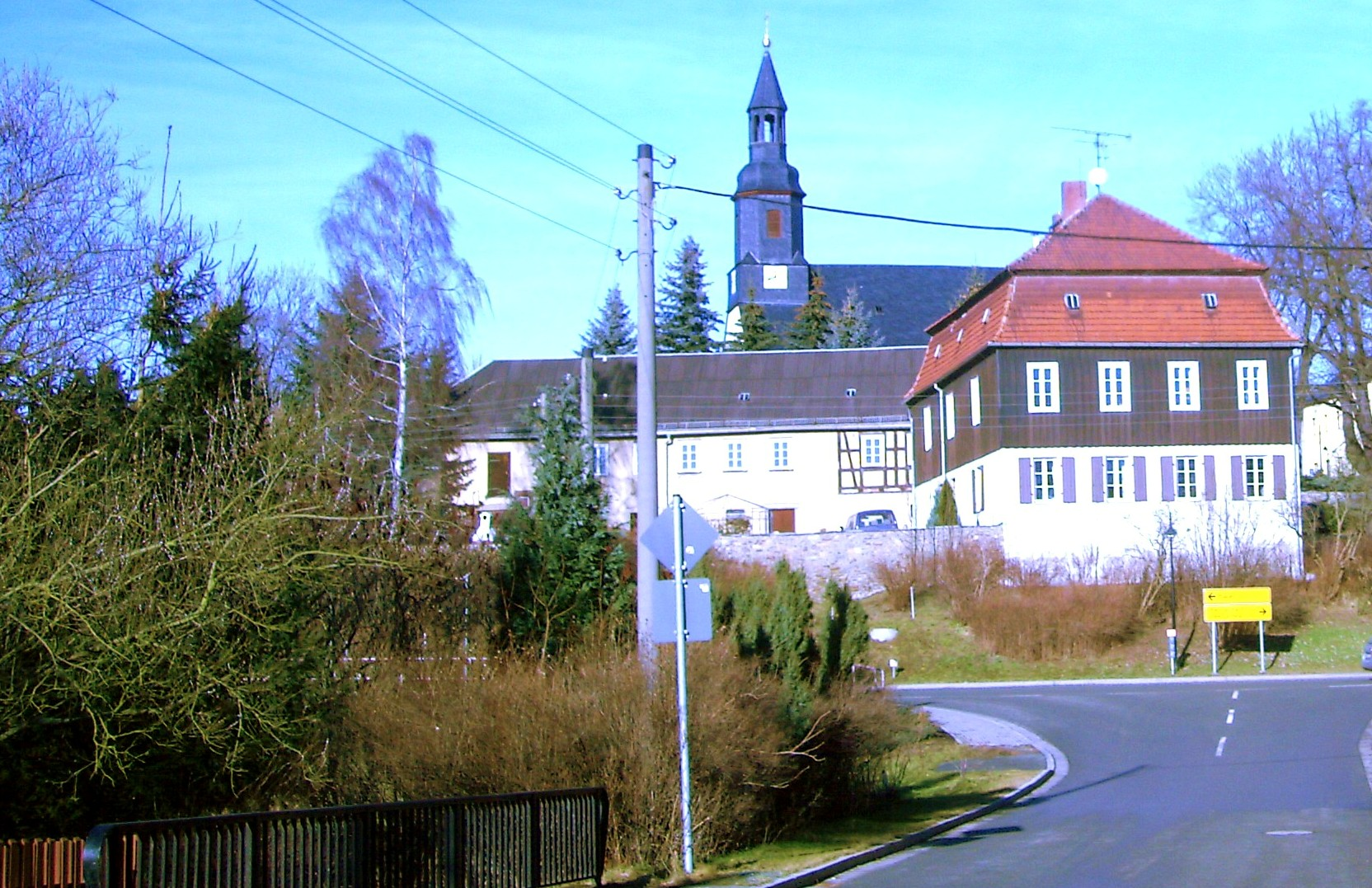
St. Michaelis (Limbach/Vogtland)

Die evangelische Kirche St. Michaelis ist eine barocke Saalkirche in Limbach im Vogtlandkreis in Sachsen. Sie gehört zur Kirchengemeinde St. Michaelis (Limbach) im Kirchenbezirk Vogtland der Evangelisch-Lutherischen Landeskirche Sachsens.

## Geschichte und Architektur
Die Kirche wurde um 1635 vermutlich unter Verwendung eines Vorgängerbauwerks erbaut. Nach Plänen von Oscar Mothes aus Zwickau erfolgte 1862 eine Erneuerung; eine Restaurierung wurde 1996 durchgeführt. Das Bauwerk ist ein Putzbau mit geradem Ostschluss und westlichem Giebelreiter mit geschweifter Haube und hoher Laterne aus dem Jahr 1740. Die querschiffartigen Erweiterungen mit östlich angegliederten polygonalen Treppenhäusern mit Kegeldach stammen von 1892. Im Westen erschließt eine Rundbogenpforte in groben Renaissanceformen aus der Zeit um 1635 das Bauwerk.
Im Innern ist der Raum durch eine Felderdecke mit ornamentaler Malerei geschlossen, die 1996 neu bemalt wurde. An der Nord- und Südseite sowie in den querschiffartigen Erweiterungen sind einfache Emporen eingebaut.

## Ausstattung
Das Hauptstück der Ausstattung ist ein frühbarocker Altar aus der Zeit um 1640 mit Figuren eines spätgotischen Schnitzaltars; eine Restaurierung erfolgte 1996. In der Predella befindet sich eine gemalte Darstellung des Abendmahls. Im Hauptfeld sind zwischen Säulen die spätgotischen Schnitzfiguren von Anna selbdritt zwischen den Heiligen Katharina und Ottilie aus der Zeit um 1500 zu sehen. Darüber befinden sich ein geflügelter Engelskopf und der Salvator zwischen den Schnitzfiguren von Moses und Aaron, welche die Wappen der Familien von Trützschler und von Lindenau halten; als Bekrönung dient eine Kreuzigungsgruppe.
Die reichgestaltete plastische Sandsteinkanzel ist farbig gefasst und stammt wohl aus der Mitte des 17. Jahrhunderts hat als Kanzelträger eine Mosesfigur (übermalt), am Korb die Evangelisten, in den Brüstungsfeldern zahlreiche Adelswappen, am hölzernen Schalldeckel Ohrmuschelwerk. Die hölzerne Taufe stammt vermutlich aus dem Jahr 1777.
Hinter dem Altar sind zwei Sandsteingrabplatten (übermalt) für Barbara von Bünau († 1599) mit einer Relieffigur der Verstorbenen und für den Pfarrer Christoph Ludwig († 1742) erhalten. Über der Südempore befinden sich halbfigurige Ölbildnisse der Pfarrer Christian Lehr (Ende des 17. Jahrhunderts), Christoph Ludwig (um 1742) und Johann Caspar Maennel (um 1762). Die wertvollen Farbglasfenster im Chor zeigen Christus als Triumphator, flankiert vom Erzengel Michael (links) und Martin Luther (rechts), die 1842 von C. L. Türcke aus Zittau geschaffen wurden.
Die Orgel ist ein Werk von Gottfried Hildebrand aus dem Jahr 1893 mit heute 18 Registern auf zwei Manualen und Pedal, das zuletzt 1997 von Jacoby Orgelbau restauriert wurde.

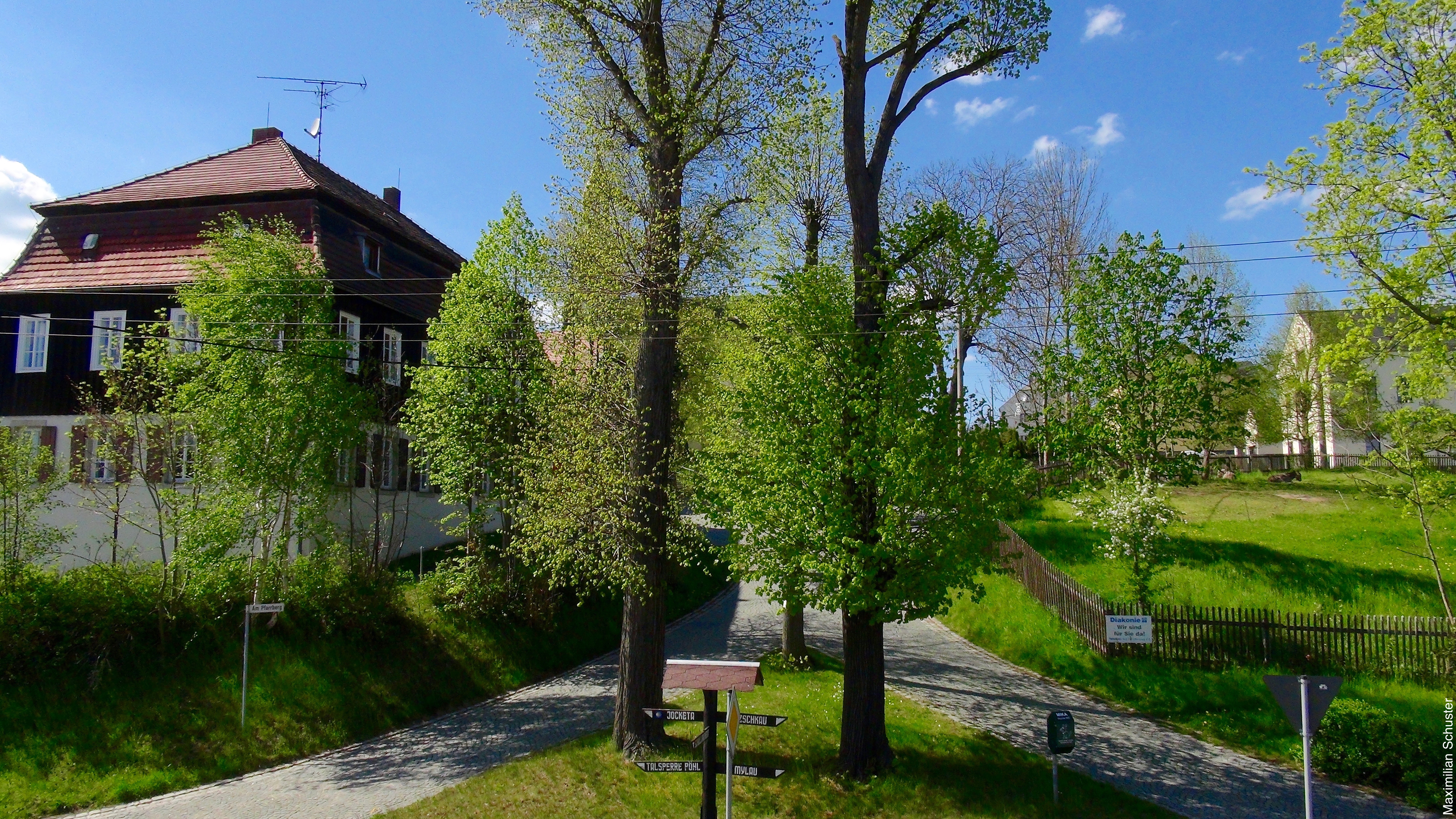
Pfarrhaus

## Umgebung
Das nahegelegene Pfarrhaus (Pfarrberg 1) mit mächtigem Mansardwalmdach wurde nach Brand 1775 wieder aufgebaut; dazu gehören Wirtschaftsgebäude von 1834 mit teils in Fachwerk ausgeführtem Obergeschoss; eine breite Toreinfahrt führt zum Grundstück.